# Deimos-1
El Deimos-1, también conocido como Spain-DMC 1, es un satélite español operado por Deimos Imaging con sede en Boecillo (Valladolid). Su sucesor es el Deimos-2, que fue lanzado el 19 de junio de 2014.

## Historia
Fue construido por la empresa Surrey Satellite Technology para  Elecnor Deimos, dando lugar al primer satélite español de observación de la Tierra y al primero europeo de iniciativa íntegramente privada. Parte de un diseño de satélite tipo SSTL-100. El satélite forma parte de la contribución española a la Disaster Monitoring Constellation (constelación de satélites para el seguimiento de catástrofes) que es coordinada por DMC International Imaging.
El satélite fue lanzado a una órbita terrestre baja heliosincrónica a 686 kilómetros de altitud. El lanzamiento fue llevado a cabo por ISC Kosmotras utilizando un cohete Dnepr-1 que portaba varios satélites, siendo la carga principal el DubaiSat-1. El Deimos-1, junto a los satélites UK-DMC 2, Nanosat-1B, AprizeSat-3 y AprizeSat-4; conformaban la carga útil secundaria. El cohete fue lanzado a las 18:46 GMT del 29 de julio de 2009 desde el sitio de lanzamientos 109/95 del Cosmódromo de Baikonur en Kazajistán.
Elecnor deimos traspasó el satélite a Urthecast en 2015, junto a su sucesor Deimos-2 y a la división que los operaba, Deimos Imaging, ahora subsidiaria de la compañía canadiense.

## Tecnologías
El diseño del satélite contempla una vida útil de cinco años. Porta una cámara multi-espectro con una resolución de 22 metros y 600 kilómetros de ancho de barrido, operando en los espectros verde, rojo e infrarrojo cercano.

## Ventajas
- Cobertura rápida de los territorios gracias a su gran amplitud de campo
- Capacidad en casi tiempo real
- Tarifas competitivas